# Гракх Клелий
Гракх Клелий (на латински: Gracchus Clelius) e военачалник на италийското племе екви в североизточната част на Лацио.
През 458 пр.н.е. той ръководи еквите в Битката при планината Алгид и е победен от римския диктатор Луций Квинкций Цинцинат и Луций Минуций Есквилин Авгурин, суфектконсул на Римската република.